# Belarus 24
Belarus 24 es un canal de televisión público de Bielorrusia, perteneciente a Belteleradio. Se trata de un canal internacional.

## Historia
El canal inició emisiones el 1 de febrero de 2005 como Belarus TV, siendo el primer canal internacional de Bielorrusia, emitiendo durante 16 horas la programación de Belarus 1 y Belarus 2. Al poco tiempo, la señal se expandió a Ucrania y a los países bálticos. 
El 24 de junio de 2005, el canal se expandió a Azerbaiyán, Armenia, Georgia, Kazajistán, Moldavia, Noruega, Turkmenistán, Uzbekistán, Finlandia y Suecia.
El 14 de julio de 2005 el canal se había expandido a 16 países.
A principios de abril de 2006, el gobierno de Lituania suspendió la emisión del canal en operadores de cable por desinformación, aunque en octubre se reanudaron por oren judicial.
Desde el 14 de diciembre de 2009 el canal emite las 24 horas.
El 1 de enero de 2013, el canal cambió su nombre a Belarus 24, siendo su denominación actual.
El 10 de junio de 2021, el canal fue prohibido en Ucrania por incitar a la hostilidad y difundir información errónea sobre Ucrania.